# 金艺智 (射击运动员)
金艺智（： Kim Ye-ji，1992年9月4日—），韩国女子射击运动员，生於丹阳郡。金艺智在丹陽中學校期間開始練習射擊，後來進入忠北體育高等學校就读。後來在友利银行隊效力。
她也是2024年亚洲射击锦标赛女子25米手枪银牌得主、2024年夏季奥林匹克运动会女子10米气手枪银牌得主。金艺智曾打破25米气手枪世界纪录。